# Rumuńskie Siły Powietrzne
Rumuńskie Siły Powietrzne (rum. Forțele Aeriene Române) – wojska lotnicze Rumunii. Jedna z najstarszych tego typu formacji w Europie, powstała w 1913 roku. Obecnie ich trzon stanowią amerykańskie myśliwce F-16, wykorzystywane są także wyprodukowane w Rumunii śmigłowce oraz zachodnie samoloty transportowe.

## Modernizacja
Po upadku Układu Warszawskiego Rumunia eksploatowała samoloty myśliwskie MiG-21, MiG-23 i MiG-29. Po wycofaniu ze służby MiG-23 w 2000 roku oraz niezrealizowaniu modernizacji MiG-29 do wersji Sniper z pomocą izraelskich firm, które ze względu na koszt ich eksploatacji wycofano w 2003 roku, w służbie pozostały tylko myśliwce MiG-21MF. Od 1995 łącznie 113 MiG-21 zmodernizowano do wersji LanceR przez rumuńską firmę Aerostar we współpracy z izraelskim Elbitem, w tym 73 MiG-21M/MF do wersji szturmowej A, 14 MiG-21UM do wersji treningowej B (wyposażone jak wersja A), a 26 MiG-21M/MF do najbardziej zaawansowanej wersji myśliwskiej LanceR C. Wersja A otrzymała radiodalmierz ELTA EL/M 2001B, była uzbrojona w amerykańskie bomby szybujące Mk82, Mk83, a później także kierowane laserowo izraelskie bomby Lizard, część samolotów mogła przenosić zasobniki celownicze Litening. Wersje C wyposażono w radar ELTA EL/M 2032, nahełmowy system celowniczy, HUD i dwa wyświetlacze LCD mogła przenosić pociski powietrze-powietrze R550 Magic 2, Python 3, R-60, R-73, miała też zdolność atakowania celów lądowych. Weszły one na uzbrojenie w 1997 roku. U kresu swojej służby w 2016 roku zdolnych do lotu pozostawało około dwudziestu MiG-21MF LanceR C i osiem MiG-21UM Lancer B.
W 2007 roku cztery rumuńskie MiG-21 LanceR C pełniły dyżur nad przestrzenią powietrzną krajów bałtyckich w ramach misji Baltic Air Policing. Od 1999 do marca 2022 roku utracono w katastrofach i wypadkach co najmniej 15 Lancerów, w tym 10 wersji C, a zginęło 7 pilotów. Z uwagi na wiek i spadającą sprawność, Siły Powietrzne zaplanowały ostateczne wycofanie Lancerów do 15 maja 2023 roku.
W związku z przystąpieniem do NATO w 2004 priorytetem sił powietrznych stało się zastąpienie wyeksploatowanych Migów nowym typem myśliwców, zgodnych z NATO. Państwo zobowiązało się wtedy do posiadania 48 samolotów zgodnych z sojuszem. W 2010 ambitny plan zakładał nawet pozyskanie 24 zmodernizowanych ex-amerykańskich F-16C/D Block 25 (za 1,3 mld USD) oraz dokupienie 24 nowych F-16C/D Block 52+ w późniejszym czasie. Do 2012 z powodu braku funduszy nie doszło do zakupu amerykańskich samolotów. W 2012 roku zdecydowano, że zamiast amerykańskich kupionych będzie 12 portugalskich F-16AM/BM (wyprodukowane 1983-1984) za 120 milionów euro (wartość samych samolotów). 14 października 2013 roku poinformowano o sfinalizowaniu kontraktu na zakup 12 F-16AM/BM za 628 mln euro (wraz z uzbrojeniem, wsparciem i szkoleniem), dziewięć z nich pochodzi z nadwyżek Força Aérea Portuguesa (FAP, wojsk lotniczych Portugalii), a pozostałe trzy zostały odkupione od Amerykanów w ramach US Excess Defense Article, przed dostarczeniem zmodernizowano je w Portugalii do wersji Block 20 MLU M5.2 tape. Przekazanie sześciu samolotów nastąpiło 28 września 2016 w Portugalii, a 29 września dostarczono je do Rumunii. Pozyskane samoloty mają resursy pozwalające na służbę przez kolejne 4000 h lub 20 lat.
Minister obrony Minhnea Motoc, ogłosił zamiar dokupienia większej ilości samolotów F-16. Zapytanie w tej sprawie skierowano do USA oraz 5 państw europejskich dysponujących zmagazynowanymi samolotami starszych generacji.

## Organizacja

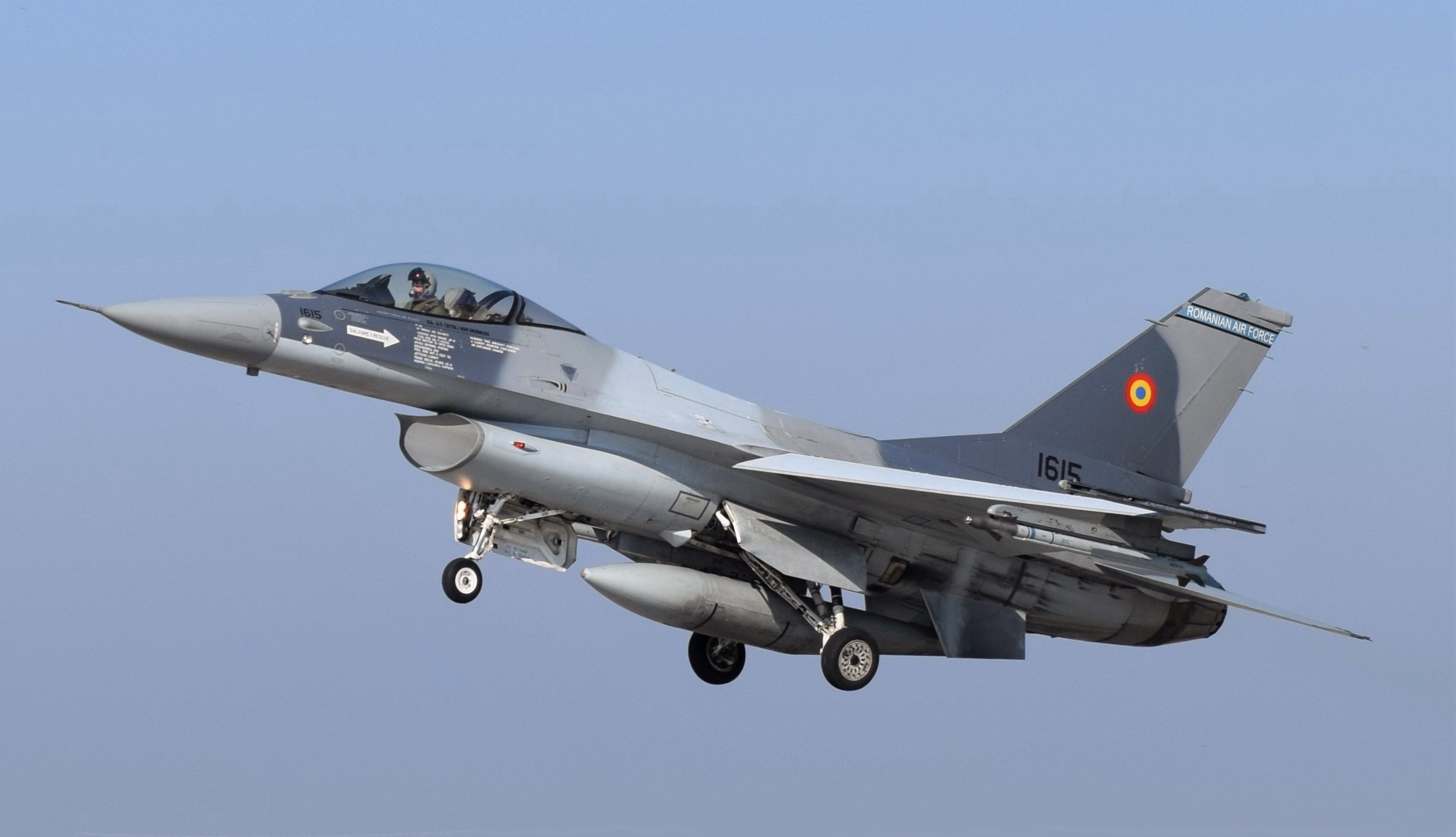
F-16AM ląduje w bazie lotniczej Fetești

Rumuńskie Siły Powietrzne wykorzystują operacyjnie pięć baz lotniczych.
57 Baza Lotnicza – Konstanca – Mihail Kogălniceanu
- 572 Eskadra Śmigłowcowa – IAR-330 L-RM

71 Baza Lotnicza – Câmpia Turzii
- 48 Eskadra Myśliwska – F-16AM/BM
- 713 Eskadra Śmigłowcowa – IAR-330L SOCAT
- 712 Eskadra Śmigłowcowa – IAR-330L (Port lotniczy Timișoara)

86 Baza Lotnicza – Fetești
- 53 Eskadra Myśliwska – F-16AM/BM

95 Baza Lotnicza – Bacău
- 951 Eskadra Szkolenia Zaawansowanego – IAR 99C
- 952 Eskadra Śmigłowcowa – IAR-330L SOCAT

90 Baza Lotnicza – Bukareszt – Otopeni
- 901 Eskadra Transportu Strategicznego – C-130 Hercules B, H
- 902 Eskadra Transportowo-rozpoznawcza – An-30,C-27J Spartan
- 903 Transportowa Eskadra Śmigłowcowa – IAR-330L

Szkoła Lotnicza "Aurel Vlaicu" – Boboc (Buzau)
- 1 Eskadra Szkolna – Jak-52, IAR-316B Alouette III
- 2 Eskadra Szkolna – IAR-99 Standard

## Wyposażenie

### Obecne
| Samolot                               | Zdjęcie           | Producent                    | Typ                             | Wersja                                  | Liczba sztuk                | Uwagi |
| Samoloty                              | Samoloty          | Samoloty                     | Samoloty                        | Samoloty                                | Samoloty                    | Samoloty |
| ------------------------------------- | ----------------- | ---------------------------- | ------------------------------- | --------------------------------------- | --------------------------- | --- |
| General Dynamics F-16 Fighting Falcon |                   | Stany Zjednoczone · Holandia | myśliwiec wielozadaniowy        | F-16AM Block 20 MLU F-16BM Block 20 MLU | 21 5                        | 17 szt. pozyskano od Portugalii w latach 2016-2017 (9 F-16AM i 3 F-16BM) i 2020-2021 (5 F-16AM) 32 odkupiono od Norwegii. |
| C-27J Spartan                         |                   | Włochy                       | Transportowy                    | C-27J                                   | 7                           | Zastąpiły An-26. |
| C-130 Hercules                        |                   | Stany Zjednoczone            | Transportowy                    | C-130H C-130B                           | 8                           | W latach 90. XX wieku zakupiono 4 używane C-130B ze Stanów Zjednoczonych, potem w 2007 roku zakupiono 1 C-130H z Włoch który przed przylotem został zmodernizowany w Stanach Zjednoczonych. Przy okazji zmodernizowano też 4 C-130B do wersji C-130H. Obecnie tylko trzy samoloty pozostają w służbie operacyjnej, pozostałe dwa są składowane w bazie Otopeni. |
| IAR 99 Șoim                           |                   | Rumunia                      | Szkolenie zaawansowane          | IAR-99IAR-99C                           | 1011                        | |
| Jak-52                                |                   | Rumunia                      | Szkolenie podstawowe            | Iak-52W Iak-52TW                        | 14                          | Zbudowane na licencji. |
| An-30 Clank                           |                   | ZSRR                         | Rozpoznawczy                    | An-30                                   | 2                           | Kontrola zagranicznych baz w ramach umowy Open Skies. |
| Śmigłowce                             |                   |                              |                                 |                                         |                             | |
| IAR 316 Alouette III                  |                   | Rumunia                      | Śmigłowiec szkolny              | IAR-316                                 | 7                           | |
| IAR 330 Puma                          |                   | Rumunia                      | Śmigłowiec wielozadaniowy       | IAR-330                                 | 35                          | |
| IAR 330 Puma                          | Śmigłowiec bojowy | Rumunia                      | IAR-330L SOCAT                  | 22                                      | Dostarczono 25, utracono 3. | |
| Bezzałogowe aparaty latające          |                   |                              |                                 |                                         |                             | |
| RQ-7 Shadow                           |                   | Stany Zjednoczone            | Bezzałogowy aparat latający     | Shadow-600                              | 7                           | Dostarczono 11, utracono 4. |
| Systemy Przeciwlotnicze               |                   |                              |                                 |                                         |                             | |
| MIM-23 Hawk                           |                   | Stany Zjednoczone            | Bateria rakiet ziemia-powietrze | Hawk XXI                                | 8 baterii                   | 224 rakiety. |
| MIM-104 Patriot                       |                   | Stany Zjednoczone            | Bateria rakiet ziemia-powietrze |                                         | 4 baterie                   | |

Do przewozu VIP wykorzystywane były Boeing 707, BAC One-Eleven i Eurocopter Dauphin latające w barwach linii Romavia. Aktualnie Romavia użytkuje daw BAe 146, narodowe linie TAROM użytkują jednego Airbus A310 na rzecz rządu.

### Historyczne[20]

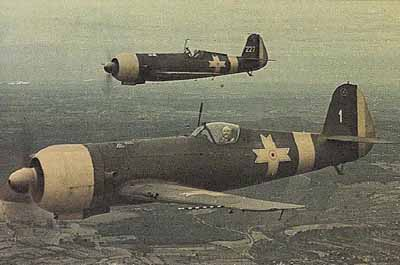
IAR-80 z godłem z lat 1941-44.
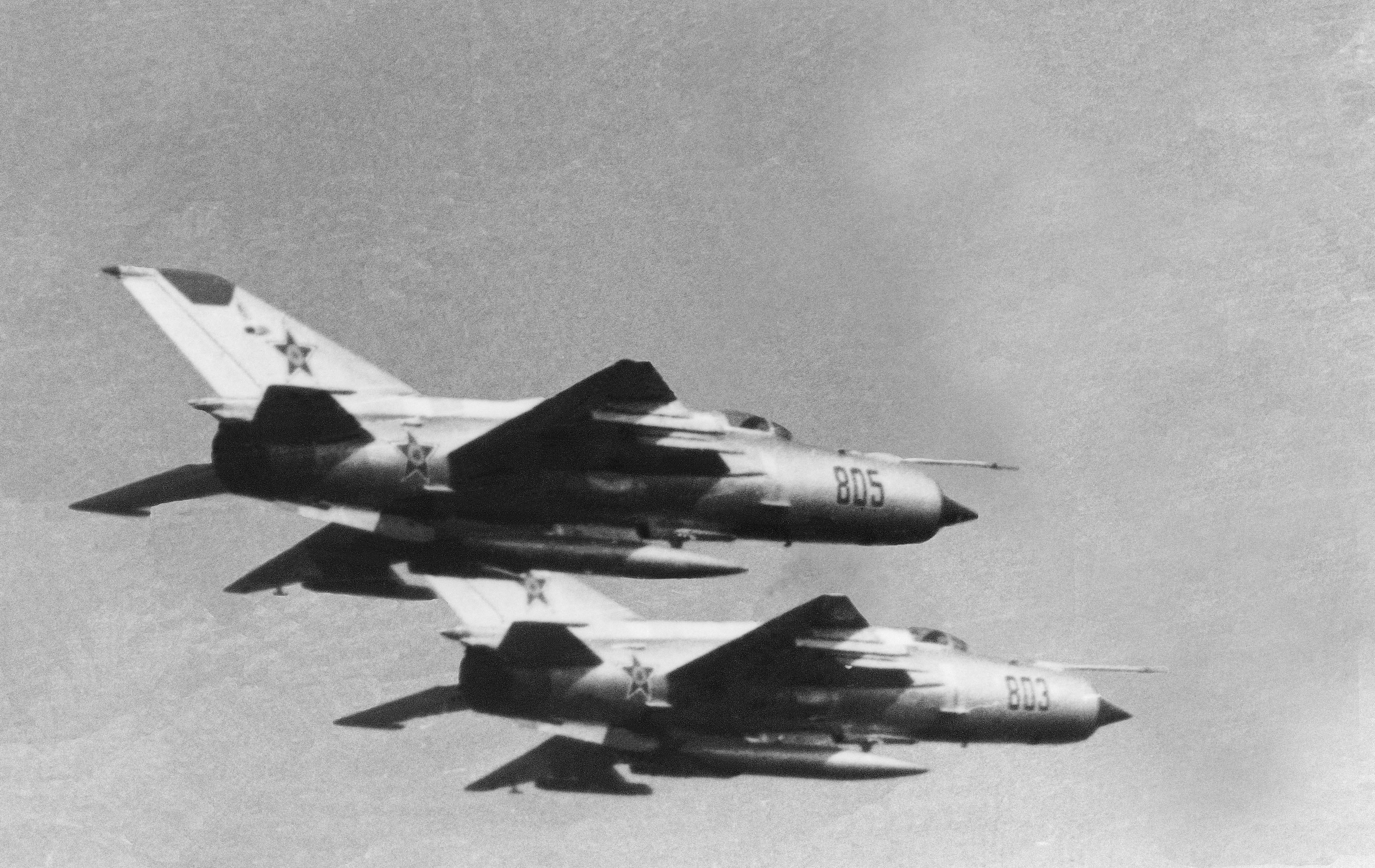
MiGi-21 z godłem z lat 1950-84.
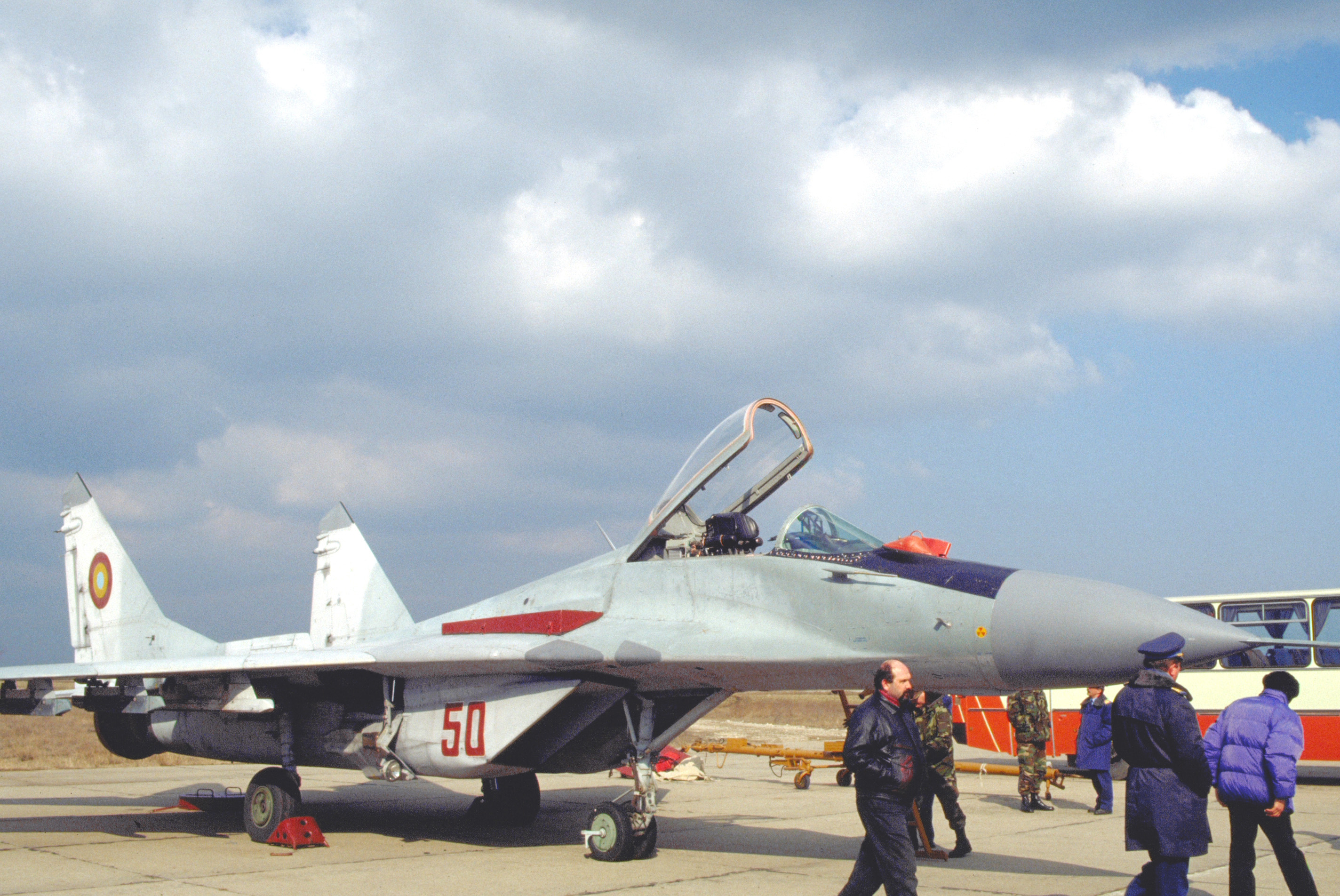
MiG-29 z aktualnym symbolem, używanym wcześniej w latach 1915-41 i 1944-50.
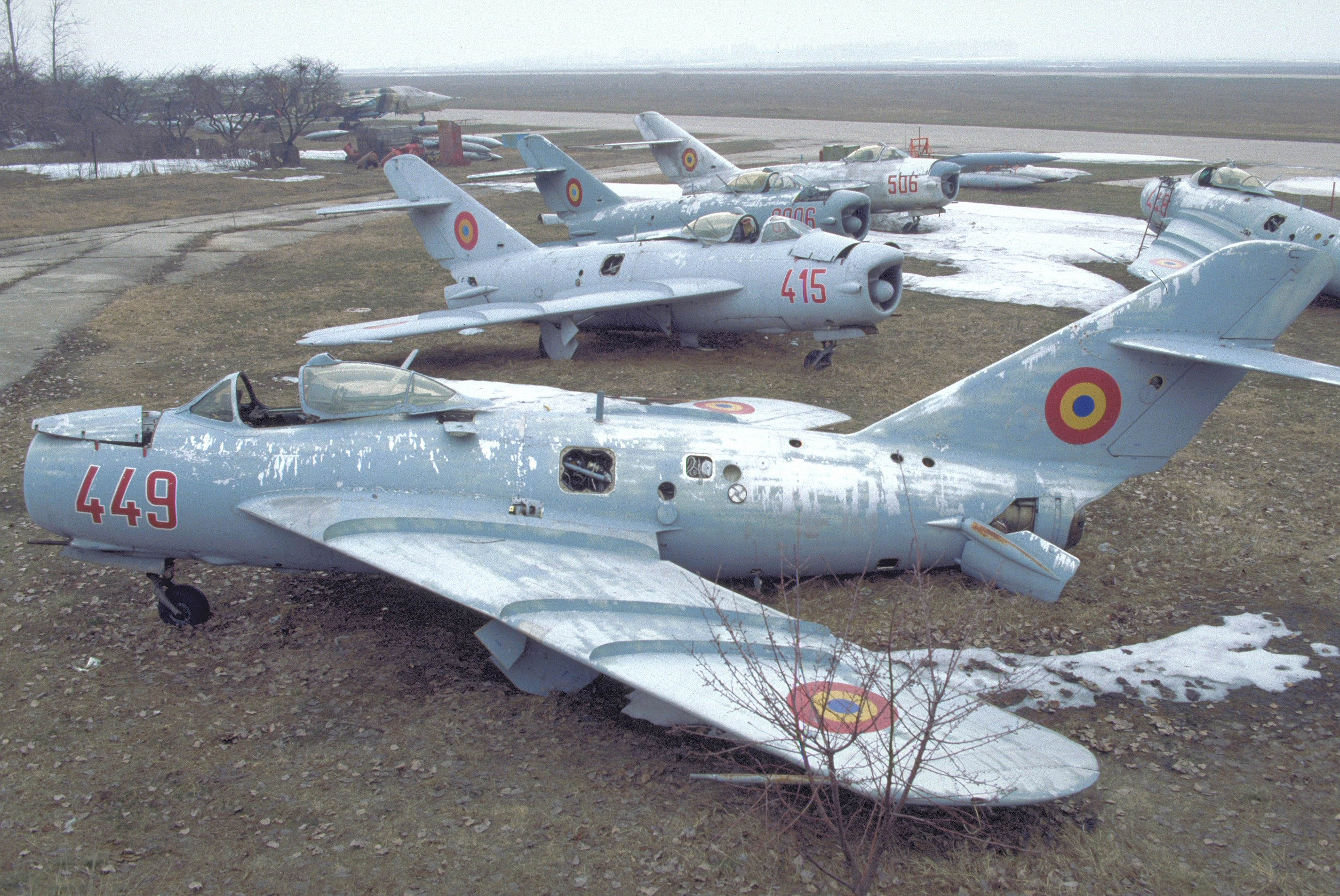
MiGi-17
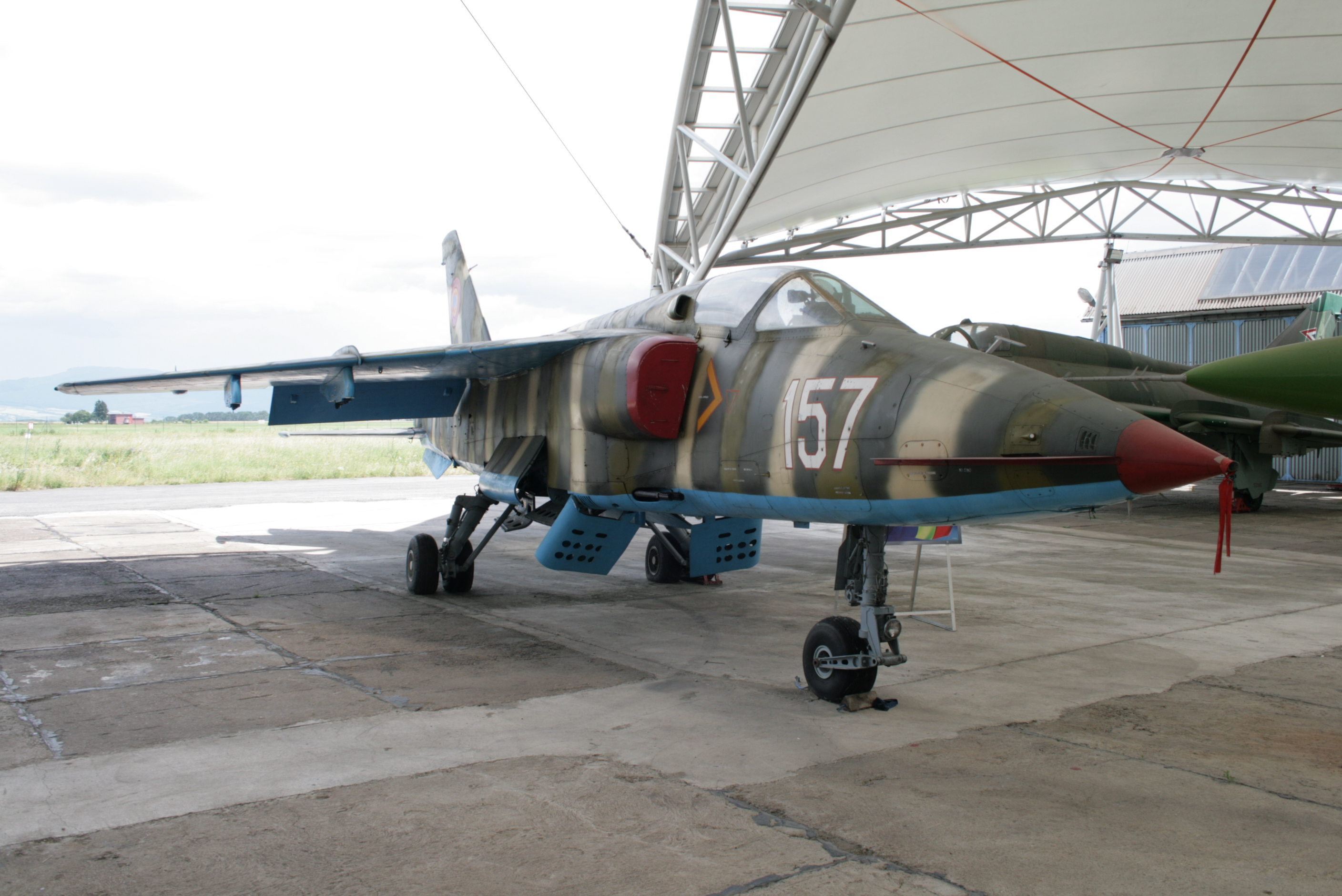
IAR-93 Vultur
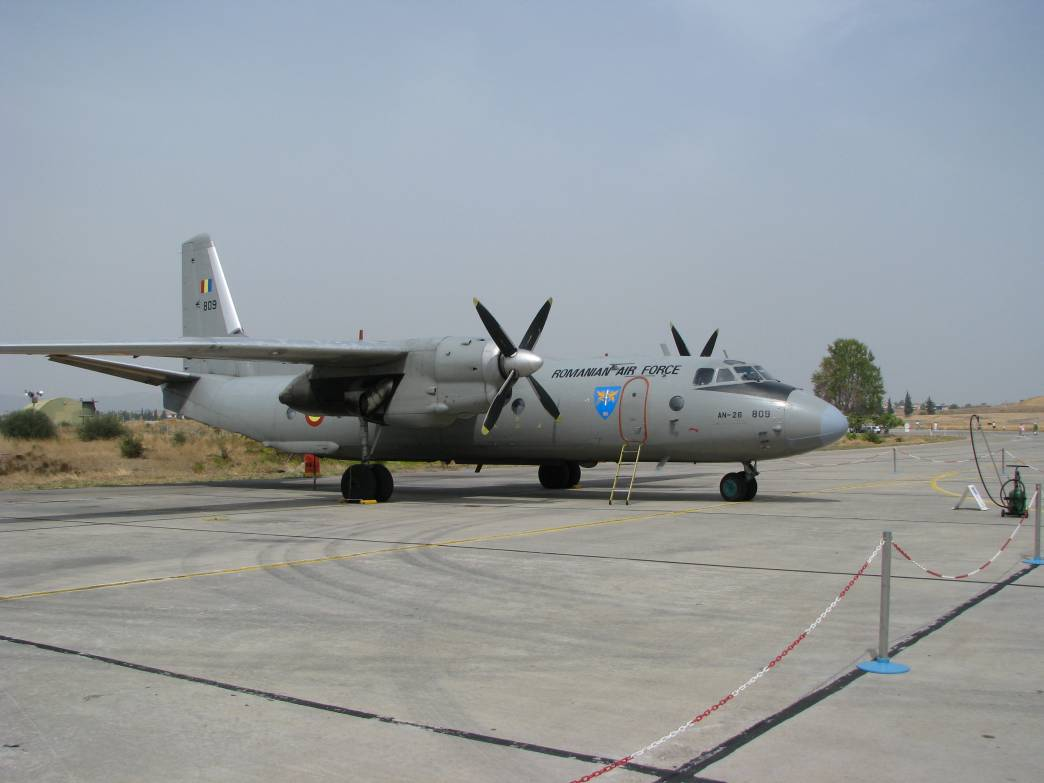
An-26

Myśliwce
|  | - Morane-Saulnier L - SPAD VII - Dewoitine D.27 - IAR-14 – 20 od 1934 - PZL P.7 – 14× A od 1939 - PZL P.11 – 95× F od 1937, 10× A, 50× B, 33× C od 1939 - PZL P.24 – 30× E od 1939 - Heinkel He 112 – 30× B1/2 od 1939 - Messerschmitt Bf 109 – 69× E3/4/7 od 1940, 200× G2/4/6 od 1943, 75× Ga4/6 od 1943 - Messerschmitt Bf 110 – 24× C/D/F od 1943 - Hawker Hurricane – 18× Mk. I od 1940 | - IAR-80 – 240× A/B/C od 1941 - IAR-81 – 60× A od 1941, 161× C od 1943 - Focke-Wulf Fw 190 – 22× A/F od 1944 - Ła-9 – 5× Ła-9, 5× UTI od 1950 - Jak-23 – 62 1951-1958 - MiG-15 – 514× MiG-15, bis, UTI, S-102, CS-102 1952-1992 - MiG-17 – 12× PF, 12 × F od 1955 - MiG-19 – 17× P, 10× PM 1958-1972 - MiG-21 – 24× F-13, 38× PF, 52× PFM, 11× R, 60× M, 71× MF, 4× U, 14× US, 31× UM 1962-2002 ( MiG-21 LanceR – 73 LanceR A, 14 LanceR B, 26 LanceR C 1995-2023) - MiG-23 – 36× MF, 10× UB 1979-2001 - MiG-29 – 15× A, 1× S, 5× UB 1989-2003 |

Bombowce/szturmowce
|  | - Farman MF.11 - Caudron G.4 - Sopwith 1½ Strutter - Potez XXV – 217 od 1929 - Potez 540 – 10× 543 od 1935 - Bloch MB.210 – 10× Bn4 od 1937 - Savoia-Marchetti SM.79 – 22× B od 1938 - IAR-37 – 50 od 1939 - IAR-39 – 255 od 1940 - Potez 633 – 29× B2 od 1939, 10× 631C3 | - PZL.23 Karaś – 31× A/B od 1939 - PZL.37 Łoś – 27× A/B od 1939 - Bristol Blenheim – 40× Mk.I od 1940 - Fieseler Fi 167 - Dornier Do 17 – 10× M od 1942 - Heinkel He 111 – 32× H3 od 1940, 15× H6 od 1942 - Henschel Hs 129 – 200× B2 od 1943 - Junkers Ju 87 – 160× D3/5 od 1943 - Junkers Ju 88 – 80× A4, 20× D1 od 1943 - Ił-28 – 36, 8× U, 3× R, 12 H-5 i 2 HJ-5 1955-2001 - IAR-93 Vultur – 41 × A, 15 × MB, 27 × B, 7 × DC 1979-1998 |

Transportowe/użytkowe
|  | - Potez XV - Focke-Wulf Fw 58 - Junkers W 34 - Junkers Ju 52 - Messerschmitt Bf 108 - Aero Ae-45 - Aero L-60 Brigadyr - Let L-200 Morava | - Li-2 - Ił-14 - Ił-18 - An-2 - An-24 - An-26 |

Treningowe
|  | - Blériot XI - Bristol-Coanda Monoplanes - De Havilland DH.60 Moth - SET 3/SET 7 - IAR-22 - Klemm Kl 35 - Nardi FN.305 - Arado Ar 96 - Focke-Wulf Fw 44 | - Po-2 - UT-2 - Zlin 181 - Avia C-2 - Jak-11 - Jak-18 - IAR-811/813/814 - Aero L-29 - Aero L-39 |

Śmigłowce
- Mi-1
- Mi-4
- Mi-8
- Mi-2